# Brücke Varniai

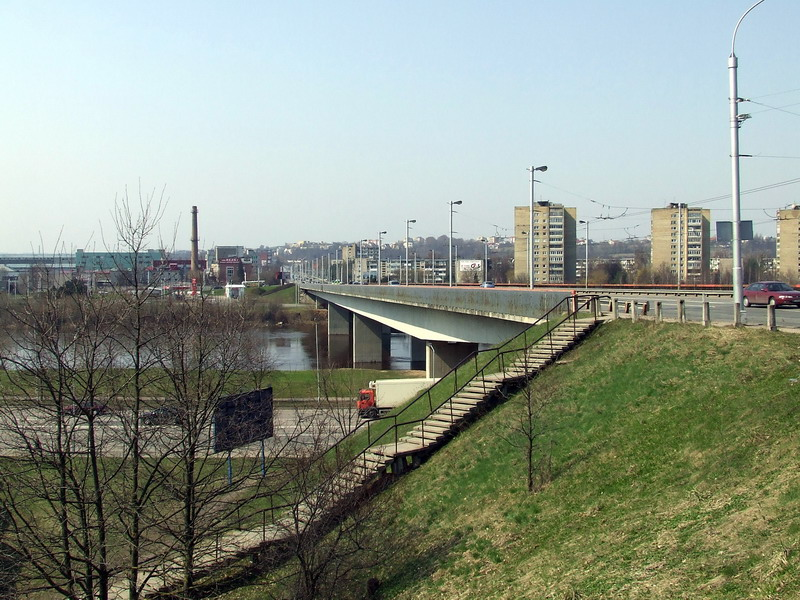
Brücke Varniai

Die Brücke Varniai (litauisch: Varnių tiltas) ist eine Brücke über den Fluss Neris, die die Amtsbezirke Vilijampolė und Žaliakalnis in der litauischen zweitgrößten Stadt Kaunas verbindet. Sie wurde 1983 am Dorf Varniai der Rajongemeinde Kaunas erbaut. Die Brücke ist 328 Meter lang und ungefähr 25 Meter breit. Sie hat sechs Fahrspuren für den Autoverkehr mit je drei Fahrspuren pro Richtung. Vor dem Zweiten Weltkrieg waren die Stadtteile Vilijampolė und Žaliakalnis durch eine temporäre Eiguliai-Brücke verbunden. 2017 wurde die Brücke Varniai vom Unternehmen Kauno tiltai AB renoviert.